# XXIV Festival Internacional de Cinema Fantàstic de Sitges
El XXIV Festival Internacional de Cinema Fantàstic de Sitges va tenir lloc a Sitges entre el 4 i el 12 d'octubre de 1991 sota la direcció de Joan Lluís Goas amb la intenció de promocionar el cinema fantàstic i el cinema de terror. Les grans guanyadores foren Europa i Delicatessen.
Fou inaugurat al palau de Maricel i hi havia tres seccions, una competitiva, una informativa, i tres retrospectives: "Mad Mex" (cinema fantàstic mexicà), Star Trek 25è Aniversari i "T-Errors de la ciència". Les projeccions es van fer a la Societat El Retiro i al Casino Prado Suburense. A la inauguració hi va assistir el conseller Joan Guitart i Agell.

## Pel·lícules projectades

### Secció competitiva
- Europa de Lars Von Trier
- Delicatessen de Jean-Pierre Jeunet i Marc Caro
- Un fantasma enamorat d'Anthony Minghella
- Immer und Ewig de Samir
- Freddy's Dead: The Final Nightmare de Rachel Talalay
- Poison de Todd Haynes
- The Resurrected de Dan O'Bannon
- The Cabinet of Dr. Ramirez de Peter Sellars [7]
- Buster's Bedroom de Rebecca Horn
- Borrower de John McNaughton
- Lunatics: A Love Story de Josh Becker
- The Garden de Derek Jarman
- Viotehnia oneiron de Tassos Bulmetis
- Perillosament units de Lewis Teague [8]
- Suburban Commando de Burt Kennedy
- Dukhov den de Serguei Seliànov

### Secció informativa
- Akira de Katsuhiro Otomo
- Barton Fink de Joel i Ethan Coen
- El rei pescador de Terry Gilliam
- La nit dels vidres trencats de Wolfgang Petersen
- Tales from the Darkside: The Movie de John Harrison
- Il gioco delle ombre de Stefano Gabrini
- La leyenda de una máscara de José Buil

### Retrospectiva: Mad Mex (mexican fantasy cinema)
- El fantasma del convento (1934), de Fernando de Fuentes Carrau
- El vampiro (1957) de Fernando Méndez
- Macario (1961) de Roberto Gavaldón
- El ángel exterminador (1962) de Luis Buñuel
- Santo contra las mujeres vampiro (1962) d'Alfonso Corona Blake
- Santo en el museo de cera (1963) d'Alfonso Corona Blake[9]
- Simón del desierto (1964) de Luis Buñuel
- Hasta el viento tiene miedo (1967) de Carlos Enrique Taboada
- Alucarda, la hija de las tinieblas (1975) de Juan López Moctezuma
- La tía Alejandra (1978) d'Arturo Ripstein
- Cazador de demonios (1983) de Gilberto de Anda

### Retrospectiva "T-Errors de la ciència"
- The Devil-Doll (1936), de Tod Browning
- Son of Frankenstein (1939) de Rowland V. Lee
- Beyond the Time Barrier (1959) d'Edgar G. Ulmer
- Crack in the World (1965) d'Andrew Marton
- Què va arribar llavors? (1967) de Roy Ward Baker
- Night of the Lepus (1972) de William F. Claxton
- The Hellstrom Chronicle (1973) de Walon Green
- Phase IV (1973) de Saul Bass

## Jurat
El jurat internacional era format per Colin Arthur, James Dearden, Emilio García Riera, Myriam Mézières i Josep Anton Pérez Giner.

## Premis
Els premis d'aquesta edició foren:
| Categoria                                   | Premiat                                                | Treball                        |
| ------------------------------------------- | ------------------------------------------------------ | ------------------------------ |
| Premi al millor director                    | Jean-Pierre Jeunet i Marc Caro                         | Delicatessen                   |
| Premi a la millor pel·lícula                | Europa                                                 | Lars Von Trier                 |
| Premi al millor Curtmetratge                | Bill Plympton                                          | Push Comes to Shove            |
| Premi a la millor actriu                    | Juliet Stevenson                                       | Un fantasma enamorat           |
| Premi al millor actor                       | Dominique Pinon                                        | Delicatessen                   |
| Premi al millor guió                        | Samir Martin Witz                                      | Immer und Ewig                 |
| Premi a la millor fotografia                | Henning Bendtsen, Jean-Paul Meurisse, Edward Kłosiński | Europa                         |
| Premi al millor banda sonora                | Carlos d'Alessio                                       | Delicatessen                   |
| Premi als millors efectes especials         | Equip d'efectes                                        | Borrower                       |
| Premi del Jurat Internacional de la Crítica | Delicatessen                                           | Jean-Pierre Jeunet i Marc Caro |
| Premi Especial del Jurat                    | Poison                                                 | Todd Haynes                    |